# Chioneosoma lopatini
Chioneosoma lopatini är en skalbaggsart som beskrevs av Medvedev 1962. Chioneosoma lopatini ingår i släktet Chioneosoma och familjen Melolonthidae. Inga underarter finns listade i Catalogue of Life.